# 東急7500系電車
東急7500系電車（とうきゅう7500けいでんしゃ）は、2012年（平成24年）に導入した東急電鉄の電車（事業用車）である。「TOQ i」（トークアイ）の愛称を持つ。

## 概要
東急では、営業線用の事業用車として7200系デヤ7200形・デヤ7290形を使用してきたが、いずれも製造から40年以上が経過して老朽化が著しいことから、この2両の代替車両として本系列デヤ7500形・デヤ7550形が新製されることとなった。
デヤ7500とデヤ7550を連結した2両での運用が基本となるが、両車両ともに各妻面に運転台のある車両（両運転台構造）であるため、1両単独での走行から、中間に回送車両を組み込んだ最大5両編成での運用まで対応できる。
本系列は動力車・軌道検測車・電気検測車の3両編成を組んだ鉄道全線の総合検測、池上線・東急多摩川線車両（ATC非搭載である1500番台を含む1000系）の長津田車両工場への定期入・出場のための回送牽引、長津田駅 - 長津田検車区間の甲種輸送車両（新造車両および改造車両）の搬入・搬出作業などの用途に使用される。
車両の愛称名「TOQ i」は東急電鉄としては初めて一般公募を行ったもので、東急と親しみがある"TOQ"（トーク）に、検測を意味する"inspect"の頭文字「i」、さらに「eye」や「愛」の意味も合わせた「TOQ i」（トークアイ）に決定された。

## 車体
車体構成は車体長の関係から、18m規格である池上線・東急多摩川線用の7000系をベースとした軽量ステンレス構造である。車体構造は、近年の5000系以降の新造車両同様に側構体をやや内側に傾斜させた台形断面構造である。前面形状は近年の東急の新造車両のようなFRP製の成形品で覆う形状ではなく、ステンレス製の三面折り妻構造とした。前面中央上部には運行番号表示器と種別表示器が設けられ、連結時には車両間の行き来ができるよう中央貫通構造としている。
通常運転時に先頭となるデヤ7500の上り側とデヤ7550の下り方先頭部はLED式前照灯を採用し、下部にはスカート（排障器）を設置する。ただし、先頭に出て運転される機会の少ないデヤ7500の下り側とデヤ7550の上り方先頭部はシールドビーム式の前照灯を採用し、スカートの設置は省略されているほか、貫通扉両端に手すりを、下には渡り板が設置され、下部には連結作業時等を考慮してLED作業照明を設けた。
車体側面は、片側に4枚の窓を配置し、そのうちの2枚は開閉可能な下降窓構造、残る2枚は固定窓構造としている。また、側面に出入り口（ドア）を設けているが、営業用車両とは異なり自動開閉機能はなく、手動で開閉・施錠を行うものである。屋根部ではデヤ7550は車体中央上部に架線観測ドームを設置し、その前後を低屋根構造としている。
車体のカラーリングは「先進性」・「安心感」・「スピード感」・「躍動感」を表現したもので、東急のコーポレートカラーの赤をメインカラーとし、7500形は「精密」をイメージする青、7550形は「電気」をイメージする黄色をマーキングし、側面のカラーリングは矢のようなシャープなイメージとした。
本系列では車体外板接合の一部に従来のスポット溶接に代わり、連続溶接が可能なレーザー溶接を用いている。これにより、スポット溶接時に発生していた外板の重ね溶接部を廃止することで外板の平滑化、また重ね溶接部に必須であったシール材塗布を不要とすることでメンテナンスフリー化を実現している。
- レーザー突き合せ溶接：側構体のTOQ iロゴ貼り付け部付近と先頭妻面の外板同士を接合する部位（前面表示器の左右付近）[7]
- 水密用レーザー連続溶接：先頭妻面と側構体・屋根構体との接合部の全周[7]

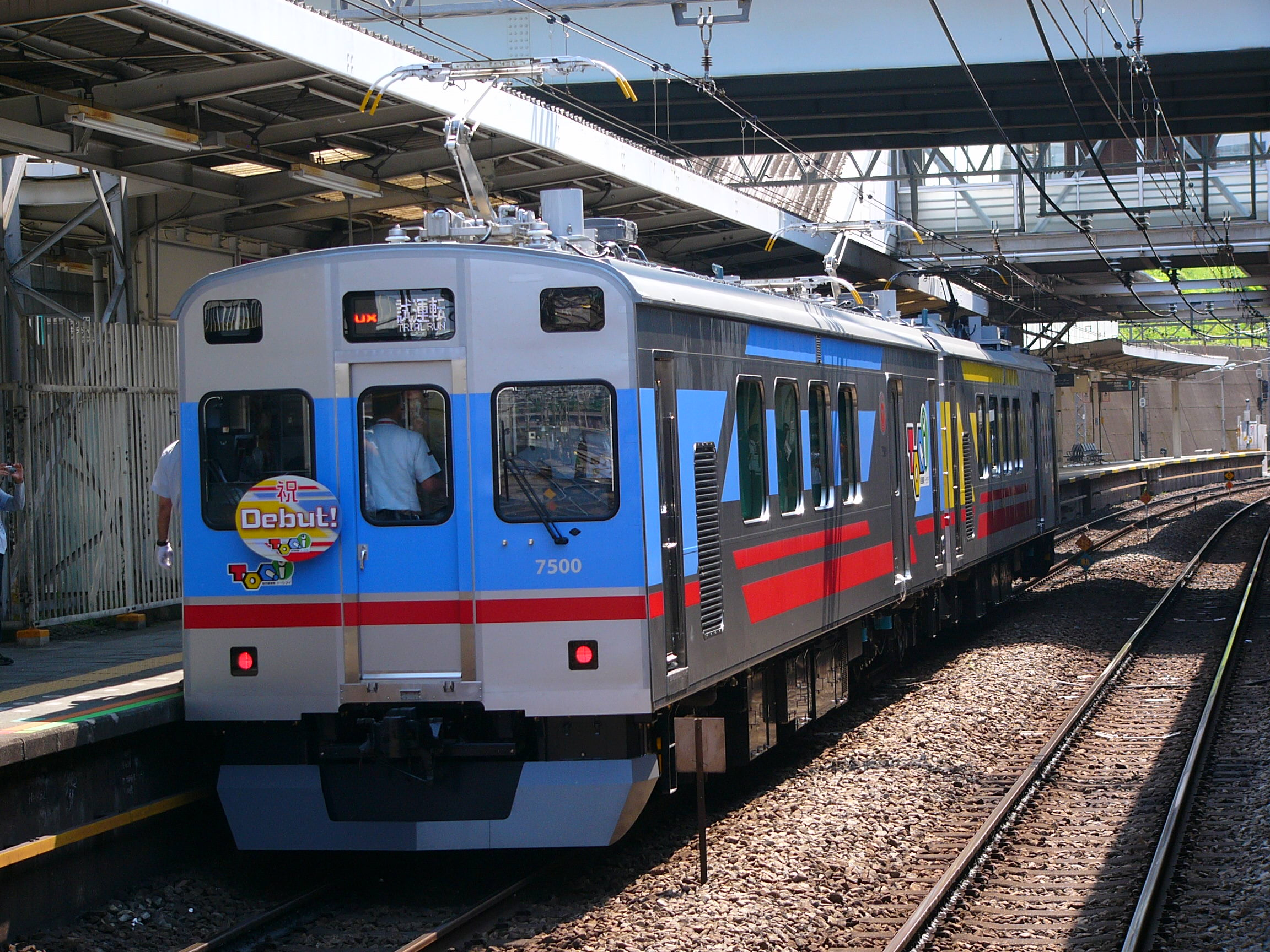
デヤ7500

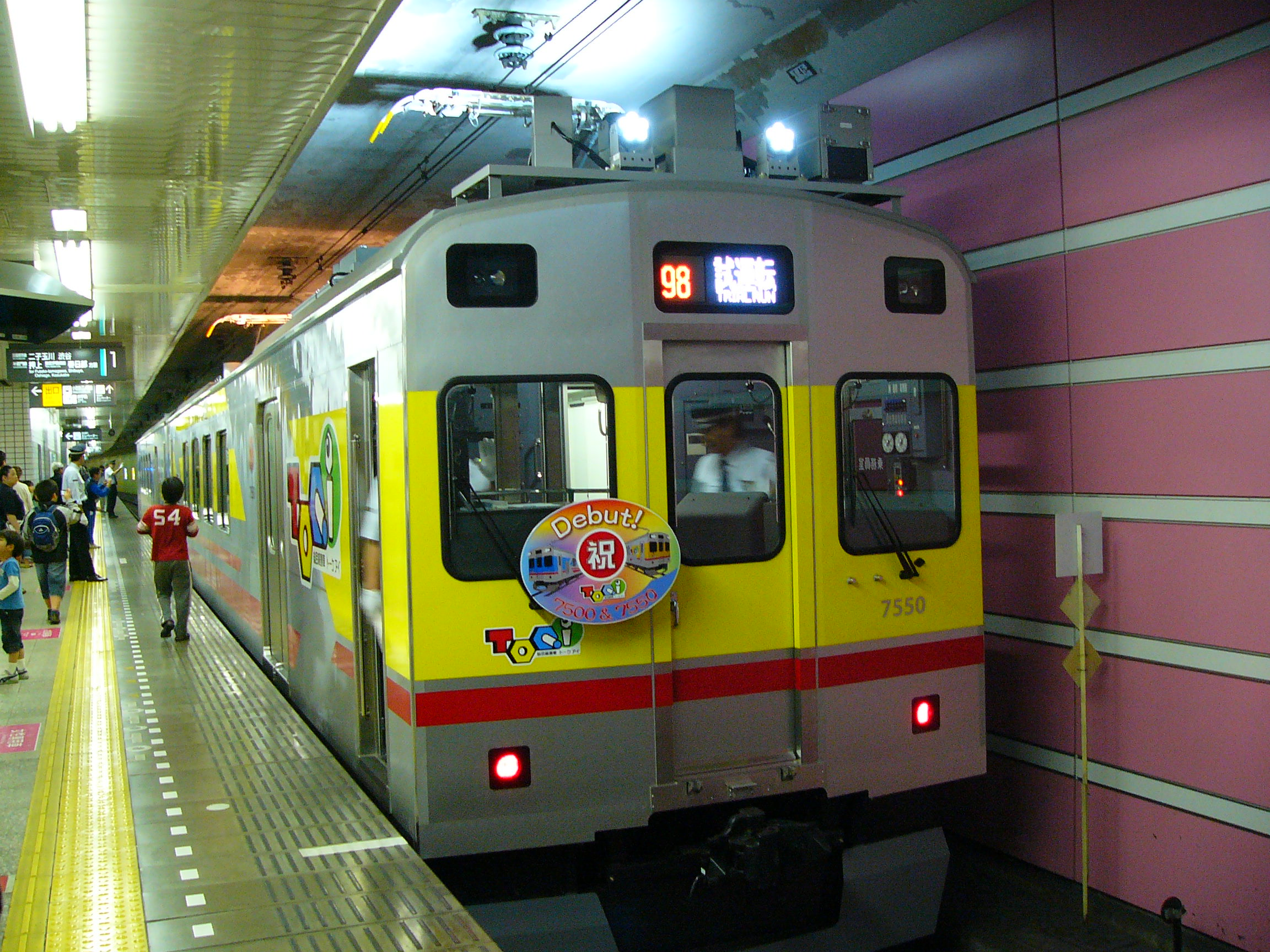
デヤ7550

## 車内
室内は、大井町線の急行用車両として運用されている6000系の白色系内装カラーを採用した。室内側面には跳ね上げ式の3人掛け座席を片側側面2脚ずつ確保した（各車12人分）。
本車両は両運転台構造・単独走行が可能な車両であり、本来は床下に搭載する機器について、床下に十分な艤装スペースが確保できないことからATC-P装置・ATC増幅器・情報伝送装置・蓄電池などは室内艤装されている。また、デヤ7500の車内には他編成との併結用のジャンパ連結栓が搭載されている。
空調装置はデヤ7550形の屋根上は検測機器の搭載により、冷房装置の搭載ができないことから室内の連結面寄りに13.95 kW（12,000kcal/h）容量の一般業務用の床置き式冷房装置を2台搭載した（1両あたり27.91 kW（24,000kcal/h））。デヤ7500形についても同様の方式を採用している。
運転台は東横線用の5050系を基本としながら、中央貫通構造のために横方向のスペースが制約されるため、コンパクトにまとめたものとした。本車両にも近年の新造車両と同様の車両情報装置（TIS）を搭載しており、従来の車両搭載機器の制御機能に加え、検測車として必要な機能の追加を行っている。

## 走行機器など
制御装置は、IGBT素子を使用した補助電源装置一体形の3レベル方式VVVFインバータ方式（東芝製）である。各車搭載の1台のインバータ装置は3群で構成されており、通常は電動機制御用に2群（1C2M2群制御）を、補助電源用に1群を使用するが、故障時には切り換えにより相互にバックアップできるデュアルモード方式である。補助電源装置（静止形インバータ・SIV）はこのインバータ装置と一体形となっており、出力は80kVAを確保している。
各車両にシングルアーム式パンタグラフを2基搭載している。デヤ7550形の下り方のパンタグラフは集電用・検測用兼用パンタグラフとなっている。また、屋根上には列車無線アンテナがデヤ7500形に2基（各運転台用）、デヤ7550形には4基（各運転台用および検測用・将来のデジタル方式化への対応準備）を設置している。
主電動機は東急では初採用となる東芝製の全閉式かご形三相誘導電動機を採用した。全閉式とすることで9dBの低騒音化を図っており、さらに保守性の向上を図っている。主電動機は1時間定格出力190kWであり、仕様の見直しにより効率を94.0%まで向上させることで消費電力の削減も達成されている。
台車は7000系動力車用と同等の軸梁式ボルスタレス台車を採用した（TS-1019B形）。空気圧縮機（CP）は7000系と同等のスクロール式空気圧縮機を採用しており、吐出量は1,067L/minである。
保安装置は車内信号現示式のATC-P装置のほか、東急型ATS装置を搭載している。世田谷線を除いた東急電鉄全線の走行が可能である。

## 検測機器など
力行読み替え装置・ブレーキ読み替え装置
池上線・東急多摩川線用車両のうち、7600系（2014年までに廃車）・7700系（2018年までに廃車）・1000系（1500番台を含む）はATC装置を搭載していないため、長津田車両工場への自力回送ができない。このために本系列はこれらの車両と併結できるよう「力行読み替え装置・ブレーキ読み替え装置」を搭載している。これにより各形式毎に異なる力行方式・ブレーキ方式に対応している。
編成状態切り換えスイッチ
本系列は1両単独での走行から、中間に回送車両を連結した5両編成まで様々な編成状態があり、連結した状態だけではTISが車両の認識・判別ができないことから、連結面側の乗務員室内に「編成状態切り換えスイッチ」を設置している。これは「2両・軌道検測車併結3両・7700系併結4両・1000系併結4両・7700系併結5両・1000系併結5両」6つのポジションから選択できる。これにより前述した読み替え装置の指令の切り替えやTISの状態表示の最適化を行っている。
検測機器としてはトロリー線（架線）の磨耗具合、偏位、高さを検測する「架線検測装置」、列車無線の状態を測定する「無線電界測定装置」、地上信号設備の検測をする「信号設備検測機能」を備えている。架線検測装置は、明電舎製のCATENARY EYE（カテナリーアイ）と呼ばれる装置で、旧電気検測車に搭載したものを移設したものである。

## 運用など
2両とも2012（平成24年）2月29日に長津田検車区に搬入され、デヤ7550には旧検測車（デヤ7290）から架線検測装置等の一部機器が移設された。本線試運転は同年3月24日に開始されたが、この時点では車体に貼り付けられた「TOQ i」ロゴマークはシートで隠されていた。
5月14日にはサヤ7590の長津田車両工場入場回送が行われ、本格的な使用が開始された。5月16日には池上・多摩川線所属車両の長津田車両工場への定期入場車の回送に初めて使用された。回送編成は7700系7906Fである。
鉄道線の検測は6月より開始（最初の検測時はTOQ i2両のみ）された。原則として2か月に1回（奇数月）に3日間かけて世田谷線を除いた東急電鉄全線およびみなとみらい線の検測を行う。ただし、奇数月でも実施しない場合や偶数月で実施するなどの例外もある。基本的には軌道検測車サヤ7590を組み込んだ3両編成で実施するが、架線検測のみを実施する場合は2両だけで行う。